# SK Hlavice
SK Hlavice je fotbalový klub z obce Hlavice hrající III. třídu, jih - Liberec. Klub byl založen roku 1983.

## Minulé sezóny[1]
- 2004/05: Přebor - Liberecký kraj – 1. místo (postup)
- 2005/06: Divize C – 12. místo
- 2006/07: Divize C – 9. místo
- 2007/08: Divize C – 1. místo (postup)
- 2008/09: ČFL – 10. místo
- 2009/10: ČFL – 9. místo
- 2010/11: ČFL – 11. místo
- 2011/12: ČFL – 16. místo
- 2012/13: ČFL – 18. místo (sestup do okres)
- 2013/14: II. třída - Liberec – 13. místo (sestup)
- 2014/15: III. třída, jih - Liberec – 9. místo
- 2015/16: III. třída, jih - Liberec – 9. místo
- 2016/17: III. třída, jih - Liberec – 1. místo (postup)
- 2017/18: II. třída - Liberec – 14. místo (sestup)
- 2018/19: III. třída, jih - Liberec – 4. místo
- 2019/20: III. třída, jih - Liberec – 5. místo (zrušeno)
- 2020/21: III. třída, jih - Liberec – 2. místo (zrušeno)
- 2021/22: III. třída, jih - Liberec – 2. místo